# 城田寺村
城田寺村（きだいじむら）は、かつて岐阜県稲葉郡にあった村である。
現在の岐阜市城田寺などに該当する。
城田寺村発足時は方県郡の村であったが、郡の合併で稲葉郡の村となった。

## 歴史
- 1875年（明治8年） - 上城田寺村と下城田寺村が合併し、城田寺村となる。
- 1889年（明治22年）7月1日 - 町村制により城田寺村が発足。
- 1897年（明治30年）4月1日[2] - 方県郡の一部、厚見郡、各務郡が合併し、稲葉郡となる。城田寺村は稲葉郡となる。
- 1897年（明治30年）4月1日 - 打越村、上土居村、椿洞村と合併し、常磐村が発足。同日城田寺村は廃止。